# 손해배상
손해배상(損害賠償, 영어: compensation for damages, reparation for injury, indemnity)은 불법한 원인으로 발생한 손해를 피해자 이외의 자가 전보(부족한 것을 메워서 채움)하는 것을 말한다. 채무를 이행하지 않은 채무자가 손해를 입은 채권자에게 법률에 따라 손해를 전보하는 것이다.

## 방법
- 원상회복주의: 손해가 발생하지 않았던 것과 같은 상태를 현실적으로 재현하는 방법으로, 회복되어야 할 원상의 내용을 명확히 하기가 어렵고 강제집행이 매우 곤란하고 용이하지 않다.
- 금전배상주의: 손해를 금전으로 평가하여 채무자에게 그 금액을 지급케 하는 방법으로, 채권자가 스스로 원상을 회복하는 것이어서 신속하다. 대한민국 민법은 실제상의 편의를 위하여 금전배상주의를 취하고 있다.

## 범위
- 완전배상주의 - 채무불이행으로부터 발생되는 손해는 모두 배상한다.
- 제한배상주의 - 배상범위를 제한한다. 예견가능성에 의해 배상범위에 선을 긋는다.

## 손해의 종류

### 통상손해와 특별손해
통상손해
통상손해는 민법상 당연히 예상되는 손해를 말하며 그 상황에서 특별한 사유로 인해 발생한 확대손해인 특별손해와 구별된다. 채무불이행으로 인한 손해배상은 통상의 손해를 그 한도로 한다. 임대차 보증금 반환을 지체함으로써 임차인이 입게 되는 손해는, 법원실무상 특별한 사정이 없는 한 민법상 연 5%의 지연이자를 가산하는데 그치고 있다.
특별손해
특별손해는 그 상황에서 특별한 사유로 인해 발생한 확대손해로 민법상 당연히 예상되는 손해인 통상손해와 구별된다. 예컨대 매매목적물의 가격이 등귀한 경우가 있다.

### 이행이익의 손해와 신뢰이익의 손해
이행이익
신뢰이익

## 손해배상예정
불법행위에 대해 미리 손해배상액을 예정할 수는 없고, 손해배상액의 예정은 채무불이행으로 인한 손해에 대해서만 허용된다 .
- 민법 제398조 제2항에서 손해배상의 예정액이 ‘부당히 과다한 경우’라 함은 채권자와 채무자의 각 지위, 계약의 목적 및 내용, 손해배상액을 예정한 동기, 채무액에 대한 예정액의 비율, 예상손해액의 크기, 당시의 거래관행 등 모든 사정을 참작하여 일반 사회관념에 비추어 예정액의 지급이 경제적 약자의 지위에 있는 채무자에게 부당한 압박을 가하여 공정성을 잃는 결과를 초래한다고 인정되는 경우를 뜻하고, 위 규정의 적용에 따라 손해배상의 예정액이 부당하게 과다한지의 여부 내지 그 에 대한 적당한 감액의 범위를 판단하는 데 있어서는, 법원이 구체적으로 판단을 하는 때, 즉 사실심의 변론종결 당시를 기준으로 하여 그 사이에 발생한 위와 같은 모든 사정을 종합적으로 고려하여야 한다[5].

- 채무불이행으로 인한 손해배상액의 예정이 있는 경우에는 채권자는 채무불이행 사실만 증명하면 손해의 발생 및 그 액을 증명하지 아니하고 예정배상액을 청구할 수 있다[6].

- 법원이 손해배상의 예정액이 부당히 과다하다고 하여 감액을 한 경우에는 손해배상액의 예정에 관한 약정 중 감액 부분에 해당하는 부분은 처음부터 무효이다[7].

## 위약벌의 약정
- 위약벌의 약정은 채무의 이행을 확보하기 위하여 정해지는 것으로서 손해배상의 예정과는 그 내용이 다르므로 손해배상의 예정에 관한 민법 제398조 제2항을 유추 적용하여 그 액을 감액할 수는 없고 다만 그 의무의 강제에 의하여 얻어지는 채권자의 이익에 비하여 약정된 벌이 과도하게 무거울 때에는 그 일부 또는 전부가 공서양속에 반하여 무효로 된다[8].

## 기타 판례
손해배상액의 감경에 앞서 채권자의 과실 등을 들어 따로 감경할 필요는 없다.

## 미국법
실제적으로 손해가 발생하지 않았다 하더라도, 계약위반이 있었다는 것을 입증하면, 법원은 소액의 손해배상을 인정한다. 이러한 손해배상을 명목적 손해배상이라 하며, 이 경우 실제로는 확인판결의 효력이 있다.

## 국제법
국제법상 국가책임이 발생한 경우, 해당국은 손해배상(reparation)을 해야 한다. 손해배상에는 다시 원상회복(restitution), 금전배상(compensation), 사죄 또는 관련자처벌(satisfaction), 재발방지약속(assurance) 등이 있다. 이와 관련, 유엔의 ILC는 국가책임협약의 초안을 작성하고, 다자조약을 체결하려고 노력중이다.

## 같이 보기
- 악의
- 벌금
- 회복적 정의
- 대위변제
- 원상회복
- 미국의 구제법
- 전쟁배상금